# Renato Tozzi Condivi
Renato Tozzi Condivi (Ascoli Piceno, 2 febbraio 1902 – 30 gennaio 1977) è stato un politico e avvocato italiano.

## Biografia
Dopo aver conseguito la laurea in Giurisprudenza ha intrapreso attività politica nelle file della Democrazia Cristiana.
Nel 1946 è stato eletto nell'Assemblea Costituente della Repubblica e dal 1948 al 1976 ha sempre fatto parte della Camera dei deputati.
Ha ricoperto l'incarico di Sottosegretario di Stato alla Presidenza del Consiglio dei ministri e Sottosegretario di Stato con delega alla riforma della Pubblica amministrazione sotto il Governo Tambroni. In quest'ultimo incarico è stato riconfermato anche dal successivo Governo Fanfani III.